# 鉄人28号

鉄人28号モニュメント（神戸市長田区）

『鉄人28号』（てつじんにじゅうはちごう）は、横山光輝の漫画作品および同作を原作としたラジオドラマ・特撮テレビドラマ・テレビアニメ・特撮映画・劇場版アニメ・舞台演劇・PlayStation 2用テレビゲームの作品名、ならびに作品内に登場する架空のロボットの名称である。また、これらの作品中で使用された主題歌（アニメ化作品の主題歌は作詞・作曲：三木鶏郎）の曲名でもある。海外名はGigantor（ジャイガンター）。

## ストーリー
太平洋戦争末期に大日本帝国陸軍が起死回生の秘密兵器として開発していた巨大ロボット「鉄人28号」。この鉄人が戦後に現れた。
鉄人を自由に操れる小型操縦器（リモコン）を巡って悪漢、犯罪組織にスパイ団までもが入り乱れる争奪戦に、主人公の少年探偵・金田正太郎も巻き込まれる。

## 概要と作品の背景
漫画連載と同時代の昭和30年代（1955年 - 1964年）の日本を舞台に、リモコンの保持者次第で善にも悪にもなるロボットを巡り、少年探偵と悪人たちの攻防を描く物語。リメイクを繰り返し、何度も映像化された人気作品である。『マジンガーZ』を初めとする多くの日本の巨大ロボットものに強い影響を与えている。本来は少年探偵ものであったが、鉄人編が好評を博したため、ロボットものへと方針が変更されたとされる。また、産経新聞記者として工業関係の取材経験のあった横山は、機械の開発・試作について「最初は大きくしかできず、それから小さくなる」と考え、手塚治虫の『鉄腕アトム』を意識して鉄人28号を大型ロボットにしたとも語っていた。
横山によると鉄人28号はフランケンシュタインとB-29から着想を得た。当初、鉄人は「アメリカの憎きB29」から着想しただけあって「悪の権化」だった。そして悪の鉄人は溶鉱炉に落ちて死ぬという短期連載の予定だった。ところが連載第1回で掲載誌『少年』での読者アンケートにおいて上位になった。編集部からは長期連載が可能になるように鉄人を生き延びさせて正義の味方にするように指示された。さらに読者から「悪人をこらしめる鉄人の活躍がみたい」との要望が多く寄せられた。こうした意見に押されて当初鉄人28号と思われたロボットは実は鉄人27号だったというトリックがあり、（「少年」1956年６月号の予告及び、7月号の「連載第一回」では、27号が表紙になっているが、７月号は、胸には「27」の数字が記されている）後に本物の鉄人28号が登場して正太郎少年の手に渡り「正義の味方」となった。
主人公、金田正太郎の名前のモデルは、元読売ジャイアンツ（連載開始当時は国鉄スワローズ）投手の金田正一。大塚署長の名前は、雑誌『少年』の発行元である光文社の隣にある大塚警察署（文京区）に由来する。

## 歴史
- 1956年：漫画『鉄人28号』が月刊誌『少年』で連載開始される。
- 1959年：ラジオドラマ『鉄人28号』がニッポン放送で放送される（放送メディアでの作品化はこれが最初）。
- 1960年：実写テレビドラマ『鉄人28号』（全13話）が日本テレビ系で放送される。スポンサーは日立製作所。
- 1963年：テレビアニメ第1作『鉄人28号』（白黒アニメ）（全84話）がフジテレビ系で放送される。スポンサーは江崎グリコ・グリコ乳業。
- 1966年：上記作品がニューヨークのテレビ局・WPIXから放送される。アメリカ版タイトルは「Gigantor（ジャイガンター）」。
- 1978年：ラジオドラマ『鉄人28号』がニッポン放送キリンラジオ劇場で放送される。
- 1980年10月：テレビアニメ第2作『鉄人28号』（全51話）が日本テレビ系で放送される。後年の映像ソフト化の際、『太陽の使者 鉄人28号』と改題[要出典]。
- 1992年4月：テレビアニメ第3作『超電動ロボ 鉄人28号FX』（全47話）が日本テレビ系で放送される。
- 2004年：漫画『鉄人28号 皇帝の紋章』（原作：横山光輝、漫画：長谷川裕一）が『月刊マガジンZ』で連載。
- 2004年4月：テレビアニメ第4作『鉄人28号』（全26話）がテレビ東京系で放映される。
- 2005年3月：45年ぶりの実写での特撮映画『鉄人28号』が松竹系にて公開（冨樫森監督）
- 2005年11月28日：原作完全版（全24巻、毎月28日発行）刊行開始。
- 2006年：漫画『鉄人奪還作戦』（原作：横山光輝、漫画：さとうふみや）がマガジンSPECIALで連載開始。
- 2007年3月31日：劇場版アニメ『鉄人28号 白昼の残月』（監督：今川泰宏）が公開。
- 2013年4月6日：テレビアニメ第5作『鉄人28号ガオ!』がフジテレビで放送される。

## 登場人物

### 主人公とその周辺

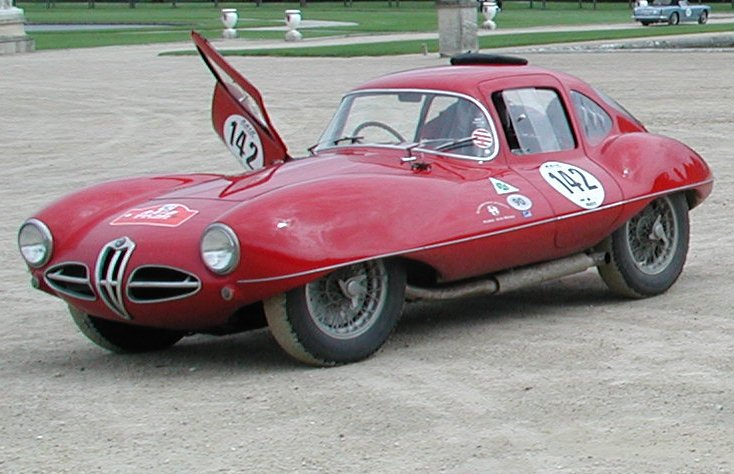
正太郎の愛車ディスコ・ボランテ（実車）

金田 正太郎（かねだ しょうたろう）
演 - 内藤正一（テレビドラマ）、池松壮亮（映画）
声 - 高橋和枝（第1作、ラジオドラマ1978）、山田栄子（第2作）、田中秀幸（FX）、折笠愛（FXにおける少年時代）、くまいもとこ（第4作）、齋藤智美（ガオ!）
本作品の主人公の少年探偵。快活で、機敏な行動力と大人顔負けの推理力と発想で事件を解決する。自動車を運転し、拳銃の名手であり、ジェット戦闘機に乗り込んだり、ヘリコプターの操縦や潜水作業などをも率先してこなす。鉄人事件以前から少年探偵として名を馳せ、警視庁にも出入りして捜査に協力する。鉄人事件以後は鉄人28号操縦者として、悪に戦いを挑んでいく。洋風の円形をした邸宅に一人で生活している（この邸宅の地下には邸内監視システムを備えた秘密の指令室があり、応接間の作り付けのソファに擬装された階段から降りる）。普段はブレザーと半ズボン、そしてネクタイを締めている。初期の愛車はクーペタイプのアルファ・ロメオ ディスコ・ボランテ。重馬敬著の小説版では緑色のトライアンフTR3Aを使用。
アニメ第3作では生年月日が1950年3月25日の52歳とされ（ただし、少年時代の回想では1974年に採用された74式戦車が度々出ている）、成人（アニメ第1作の正太郎が成長した姿）として登場。とある事件で関わったことが切っ掛けで出逢った榊財団の社長令嬢で女性科学者の榊陽子と結婚し、長男・正人（第3作の主人公）をもうけたとされている。
映画『白昼の残月』では、母違いの同名の兄、ショウタロウが登場する。
なお、正太郎の名前が「ショタコン」という少年愛を意味する語源となったという説がある。当該項目を参照。
敷島（しきしま）博士
演 - 美川洋一郎（テレビドラマ）
声 - 矢田稔（第1作）、金内吉男（第2作）、牛山茂（第4作）、山本兼平（ガオ!）
鉄人28号を開発した科学者。普段は穏やかな性格で冷静沈着であり大学教授のような面持ちであるが、銃を持って行動したり、爆破作業も得意である。正太郎にとって模範的な父親のような存在で、自身も「正太郎を実の息子のように思っている」と大塚に語ったこともある。
太平洋戦争時、軍の命令で南国のとある島の秘密兵器工場で鉄人28号の開発に携わっていた。アメリカ軍の爆撃による施設壊滅後、奇跡的に生き残って近くの島（キム・ノヴァック島）に渡り9年間隠れ住んでいたが（10年目にインドに渡って、初めて終戦を知ることとなる）、戦後の鉄人事件を知って極秘裏に帰国し、独自に鉄人事件を追っていた。正太郎と出会ってからは良き理解者として助言を与え、鉄人の修理から科学犯罪の分析にと多岐にわたって協力を惜しまず、活動を共にする。その一方、鉄人開発者として自身が事件の標的になることも多かった。既婚者で、息子の「鉄男」は正太郎の友人でもある。
原作の序盤には敷島博士の父親と思われる敷島老人が、自宅に侵入してきた強盗の操る鉄人26号に殺害されているが、これは原作のみで他のいずれの映像作品にも登場しない人物である。
アニメ第2作では娘の牧子（ニックネームはマッキー）（声 - 滝沢久美子）がいて、正太郎のガールフレンドとなっている。
実写版では、娘のみよ子、兄の敷島技師と敷島技師の妻が登場するが、実写版オリジナルの人物である。
下の名前はアニメ第2作では大次郎、他のアニメと原作では隆、実写版では俊夫となっている。
アニメ版第4作では金田博士や鉄人を妄信している節があり、時折、狂気的とも言える言動を見せることもあった（第2話など）。しかし、その敷島博士さえもが太陽爆弾に怯え、鉄人を葬ろうとした。
大塚（おおつか）署長
演 - 有木山太（テレビドラマ）、柄本明（映画）
声 - 富田耕生（第1、2作、ラジオドラマ1978）、稲葉実（第4作）、松山鷹志（ガオ!）
警察官として敏腕であるが推理力では少年探偵の正太郎にかなわず、正太郎とはホームズとワトソンを髣髴とさせる関係でもある。正太郎にとっては父親ではなく親戚のおじさんのような存在だが、署長は正太郎を息子のように大事に思っている。既婚者で子供はいないが、妻の加代子はかなりの美人である。
正太郎以上に感情の起伏が激しく、大いに泣き・笑い・怒るのであるが、常に冗談や場を和ませる笑いを振りまき、ムードメーカーでもある。行動派であり上官として部下の信頼も厚い。警官としても人間的に正義感溢れる好人物。
初期は「大塚」という苗字は付いておらず劇中でも「署長」とだけ呼ばれていた。丸の外警察署の署長であることは確認できるが、後に警視庁にも一室を与えられる立場になっている。なお、アニメ第2作と第3作では「大塚署長」ではなく、「大塚警部」である。
村雨一家
村雨兄弟を中心に構成される犯罪集団。都内を中心に押し込み強盗などや密輸取引まで行っているが、無駄な血は流さず、身内の義理堅さは古いタイプのヤクザ映画のそれである。当初は村雨兄弟に義理の弟分「辰」を含めた三人組のギャングであったが、辰の死後は仕事に合わせて手下も変わっていることから、詳しい規模や構成は不明。敷島邸に強盗として押し入った際に、偶然鉢合わせた強盗の操る鉄人26号に辰が殺されたことで、鉄人事件の渦中へ関わっていくことになる。
敵対する正太郎に対して「敵ながらも好意に値する」感情を持っているようで、何度となく正太郎に手を貸したり共闘したりもした。頭目である竜作の死後は、弟の健次が頭目的位置に就いて組織運営は行われたようだが、正太郎に肩入れした代償に取引相手の犯罪組織に「裏切り」のレッテルを貼られ襲撃を受けたりもした。
その後は、大塚署長の説得で健次が警察に協力してニコポンスキーを追いつめたりもしたが、次第に漫画の中では出番が無くなり、存在もうやむやになってしまう。
村雨 健次（むらさめ けんじ）
演 - 川喜多雄二（テレビドラマ）、高岡蒼佑（映画）
声 - 久野四郎→安藤敏夫（第1作）、幹本雄之（第4作）、山本兼平（ガオ!）
正太郎のライバルとして登場。ギャングの一味であり、初期は鉄人をめぐっての対立があったのだが、途中から味方となる。また正太郎ほどではないがロボットの操縦にも長けている。
アニメ第1作ではギャングの村雨一家のひとりとして、以前から大塚署長には目を付けられており、鉄人の暴走に巻き込まれ死亡した兄・竜作の敵討ちに囚われていたが、狭量なその考えを改めるよう大塚に諭されてからは（第3話）、正太郎たちに協力する主要キャラクターとして最終話まで活躍する。当初は粋がってべらんめえ口調で喋っていたが、じきに言葉遣いもかなり改まっている。
アニメ第4作では元・陸軍諜報部員という設定が加わっている（第1話）。銃を使わない主義であるため、ナイフを武器としている。こちらでも主要キャラクターとして最終話まで活躍する。
なお、アニメ第4作（第8話など）や漫画『鉄人28号 皇帝の紋章』、漫画『奪還計画』では、「不死身の村雨」を名乗ることがある。
村雨 竜作（むらさめ りゅうさく）
演 - 河野弘（テレビドラマ）
声 - 若本規夫（第4作）、山本兼平（ガオ!）
村雨一家のボス。村雨健次の兄。ギャング団の頭目として名が通っており、慕って手下がついてくるようである。
敷島邸に強盗に入った時、鉢合わせたロボット強盗団に奪った金品を横取りされ、しかもロボット26号の攻撃で部下の辰が殺されたことから仇討ちを決意する。
後に28号のリモコンを巡ってPX団と正太郎らが戦っているところに介入、PX団の持つリモコンを奪うも撃たれて瀕死の重傷を負う。自分の死を悟った竜作は、リモコンを持ったまま車で特攻して鉄人を海に突き落とし、命を落とす。
アニメ第1作では、暴走して東京で暴れる鉄人のどさくさに紛れて銀行強盗をするも、脱出する際に鉄人の破壊活動に巻き込まれ、瓦礫の下敷きとなって死亡している（第1話）。
アニメ第4作では、特攻隊の生き残り（特攻崩れ）で復員後、世間の「脱・戦後」の波に乗りあぐねたという設定がつけられた（第1話）。鉄人事件に巻き込まれ、原作同様に鉄人に対して特攻して果てる（第1話）。なお、その時の車は、ダイハツ・ミゼットとなっている。
さとうふみやのお気に入りのキャラであり、『鉄人奪還作戦』ではカラーページにも登場したり、投げナイフで正太郎を助けるなど出番がかなり多い（その反面、健次の出番は少なめ）。
映画『白昼の残月』では、ショウタロウとは特攻隊の同期であったことが語られた。同作では最後まで生存している。
辰（たつ）
演 - 山内修（テレビドラマ）
声 - 関智一（第4作）
村雨一家の配下。敷島邸を襲撃した際、白覆面の男が造ったロボット・鉄人26号に襲われて死亡。彼の死が、村雨一家を鉄人事件に巻き込ませることになる。アニメでは（登場する第1作、第4作とも）丸顔で、原作とはキャラクターデザインが変わっている人物。
アニメ第1作では村雨健次が正太郎たちと行動を共にするにつれ、登場しなくなる。
アニメ第4作では起動直後の鉄人28号に握り潰されて死亡した（第1話）。
実写版では設定はそのままで、村雨三兄弟の末弟・村雨辰五郎というオリジナルキャラに置き換えられている。
源公（げんこう）
村雨一家の配下。村雨健次からは「源公」と呼ばれているが、「公」は愛称で名は「源」である可能性がある。捕まった健次のために保釈金を工面し、警察署の前まで迎えに現れる。その後、警察に情報を漏らしたために裏社会から狙われることになった健治とともに、S国スパイ団の連絡所である山小屋に偶然逃げこんでしまって災難に遭う。以後、特に登場しない。
金田（かねだ）博士
演 - 阿部寛(映画)
声 - 池田勝（第2作）、飯塚昭三（第4作）
金田正太郎の父親。戦中に鉄人28号の設計製造に着手、その工程途中で連合国の爆撃で研究は灰になったが、鉄人28号の設計の完成度を諦めきれずに、戦後の1955年秋に完成させる。
連載時には存在しなかったキャラクターで、テレビアニメで作られた設定に合わせて後付けで単行本（カッパコミクス第4巻）刊行の際に描き加えられた。
アニメ第1作では第1話冒頭、病院のベッドの上で、正太郎や大塚署長・敷島博士に看取られて亡くなっている。戦時中に軍の命令でロボット軍隊の開発に従事し、敷島博士とともに三角岳の秘密研究所で鉄人28号を完成させていた。
アニメ第4作では、戦争中に「鉄人計画」をまかされた天才科学者で、不乱拳博士も認める人物であった（第5話）。バギュームの可能性に気がつき研究をしていたが、ビッグファイア博士の謀略でバギュームを用いた太陽爆弾を鉄人の根幹の動力として完成させてしまい、これを畏れて鉄人28号を闇に葬ろうとする。自らと鉄人を葬るためにリークした連合軍の爆撃によって死去。遺骨は敷島博士が復員した際に持ち帰られたようである（第1、2話）。南方の島には住人の手で作られた墓がある（人柄が判る描写でもある）。
実写映画版では、父の金田正五郎によって軍事用ロボットとして設計された鉄人28号を、戦後、平和利用のために改良し完成させた。その後、正太郎が3歳の時の実験中の事故で死亡している。
『白昼の残月』では、京都に妾が存在していたことになっている。この妾との間にショウタロウが生まれ、後に養子という形で金田家に迎えている。
敷島 鉄男（しきしま てつお）
声 - 根谷美智子（第4作）、知桐京子（第5作）
敷島博士の一人息子。正太郎の数少ない同世代の友人。
敷島夫人
声 - 谷育子（第2作）、島本須美（第4作）
敷島博士の妻。アニメ第2作では歌子という名前がある。

### 悪役など
乗鞍岳の覆面の怪人
戦後、乗鞍岳山中の地下研究施設で、15年をかけて独りで鉄人を造り上げた人物。詳しいことは謎に包まれている上に、普段から顔を覆い隠す白い布を被っているために素顔も不明。
如何なる理由からか、26号と27号を使ったロボット強盗団として金銭や機械の強奪事件を起こし、警察や鉄人に興味を持った犯罪者たち（PX団）に狙われ、完成直前の28号を無理に起動させられたあげく奪われてしまう。その後、いつの間にかPX団と手を結んで28号を国外に持ち出そうとして失敗、警察隊との銃撃戦の中で命を落とした（と思われる）。
鉄人26号から28号までを作り上げたが、目的自体が「鉄人28号を完成させること」にあったようで、「御国のために」などといった意義や政治的目的意識は無かったらしい。正体は最後まで判らなかったが、おそらくは南国の秘密兵器工場爆撃から生き残っていた「鉄人計画」の研究者であろう、と敷島博士に推測されている。
アニメ第1作では「白覆面の男」として登場。鉄人28号を手に入れるために白覆面の姿で三角岳の秘密研究所に潜入し、敷島や正太郎を脅迫する。その正体は戦時中、金田博士や敷島博士の助手として、鉄人28号の開発に従事していた黒沼博士。しかし、折悪しくPX団も研究所を襲撃してきたため、その場にあった鉄人27号を起動させて対抗した結果、鉄人28号の起動・暴走を招く（以上、第1話）。その後、成り行きからPX団と行動を共にすることになってしまい、27号を操って28号を強奪しようとするも失敗し、PX団の壊滅とともに消息不明となる（第2話）。しかし、2年後になって突如再登場（第94話）。PX団と関係のあったゴールドウルフに、一人娘を盾に脅されて協力を強いられていることが発覚する。事情を知った正太郎たちの尽力で捕らわれの身から救出され、身柄を保護されていた娘と無事に再会する（第96話）。
実写版でも同様に覆面を被った男として登場。その正体は、戦時中に法師ヶ岳の秘密研究所で敷島博士らとともにロボットの研究をしていた人物で、花井という名（第7話）であった。
PX団
世界規模の大犯罪組織。国際的な密輸や組織犯罪を起こしており、ジェット機や潜水艦など、簡易的な軍事力も有している。各国に支部があり、団員は鉄の掟に縛られている。この鉄の掟は非情なもので、団員は敵対する者より、この掟の方を恐れているほど。鉄人事件に絡んで、正太郎とクロロホルム、果てはS国スパイ団と事を構えているうちに追いつめられて日本支部は壊滅し、国外の本部へ脱出しようとした支部長は、乗っていたジェット機を国籍不明のジェット機部隊によって撃墜され、海上で救助を待っているうちにフカ（鮫）に食べられるという悲惨な末路を辿る。実写版ではQX団となっている。
クロロホルム
演 - 三田村隆介（テレビドラマ）
声 - 西村知道（第4作）
PX団を追ってフランスから来た有名な探偵。用心深く、自分の能力に絶対の自信を持っているためプライドが高く、来日した当初は正太郎を子供扱いし、正太郎に頼る日本警察をバカにしていた、しかしすぐに、正太郎の能力を認めて良き協力者になった。助手のニコポンスキーを影武者に使っていたが、そのニコポンスキーがS国のスパイだとは気付かず、逆に自分が影武者に使われてしまう。最後までニコポンスキーの行動力に翻弄され、腕の怪我を機にフランスへ帰っていった。
　アニメ第4作ではフランス出身の探偵として登場。大塚署長から署長の座を奪い取り、背後でニコポンスキーと結託しつつPX団の陰謀を調査していた。
『白昼の残月』ではベラネード（後述）の配下として登場。廃墟弾の調査に訪れた南海の研究所でショウタロウと遭遇し、日本へ連れ帰る代わりに大鉄人強奪の手引きをさせる。
ニコポンスキー
声 - 牛山茂（第4作）、山本兼平（ガオ!）
探偵クロロホルムの助手。その正体は旧日本軍の鉄人や日本の技術を狙ってやって来たS国スパイ団の団長。
クロロホルムにそっくりな上に、クロロホルム以上に変装の名人でもある。周到な準備と大胆な行動力で、正太郎たちを翻弄し、死に際して「敵ながら大した男」と大塚署長に云わしめた。後半は来日していたスパイ団がほぼ壊滅し、孤軍奮闘といった感じになり、やや短気で残酷な一面も覗かせているが、危機を好機に変える機知や巧みな交渉能力と演技力は、賞賛される悪役でもある。恐竜ロボットを使って鉄人28号との戦闘に際し、脱出に使用したジェット戦闘機が被弾したためにパラシュートを使って降下を試みたが脱出時の高度が低過ぎてパラシュートが開かず死亡した。
アニメ第4作では、ブラックオックスを操って正太郎を奇襲した謎の覆面の怪人として登場する。その正体は自殺したと思われていた敷島博士であった。
実写版では名前がペトロフとなっている。
スリル・サスペンス
声 - 秋元羊介（第4作）
アメリカの暗黒街で名を馳せたギャング団のボス。残虐非道で目的のためには手段は選ばない男。
鉄人を犯罪に使うために鉄人強奪を計画。逃亡中のニコポンスキーから一時は操縦器を手中に納めるも、リモコン争奪戦の海千山千の強者・知者の前には歯が立たずリタイヤしてしまう。しかし、人造人間モンスターと共に脱獄したことをきっかけに不乱拳博士と出会いバッカスを手に入れる。バッカスを手に入れたサスペンスは、鉄人を入手して行なう筈だった犯罪を、バッカスを思いのままに使い、まさに手当り次第に強盗などの荒事に手を染める。
短略的な思考の割にギャングのボスだけに胆が据わっていて、大抵のことに驚きつつもそれなりに対応し、自分の利益に繋げてしまう様は古き時代の暴力悪漢の存在と言える。初期こそ鉄人の操縦が判らずニコポンスキーにやり込められたりもしたが、モンスターの説得や不乱拳お手製機器を見て憶えて使いこなす辺りは侮れない。ただし、欲が深いために身を滅ぼす典型でもある。
考えるよりも荒事で全て決めてしまう傾向にあり、最終的には不乱拳博士に出し抜かれてバッカスを失い再度投獄。そのニュースを聞いた通行人たちに「死刑にされるだろう」と噂されながら退場した。
アニメ版第4作では、敗戦国日本は自分たちアメリカ人に支配されるべきという思想を披露した（第7話）。また鉄人の強奪に成功し、正太郎に向かって「良いも悪いもリモコン次第」と語っている（第8話）。
スリル・サスペンスの部下
名前の無い部下たち。いずれも日本人風の顔立ちをしていたが、アニメ第1作では、外人風の顔立ちに変更されていた。
ジルバ、ロングラン
声 - 宮下タケル（ジルバ、第4作）、室園丈裕（ロングラン、第4作）
モンスター登場直後に現れた、原作中で名前が発覚しているサスペンスの部下。ジルバはサスペンスのNo.2的ポジションだった。
ロングランは正太郎を暗殺しに来ようとした所をモンスターによって絞殺された。ジルバはバッカスを失ったサスペンスと共に逮捕され、共に死刑にされたと思われる。
ロックロック、タンボリン、ニュージンジャー、マックロイ
アニメ第1作で登場するスリル・サスペンスの部下。原作における名無しの部下たちがモデルになっている。いずれもサスペンス逮捕時に警官隊との銃撃戦で全滅する。
ジャネル・ファイブ
フランスの怪盗紳士。連載ではシャネル・ファイブという名前であったが、シャネルが元になっていたため、後にジャネル・ファイブに変更される。
鉄人の存在を知り、ロボット・コレクションに加えるために来日し、周到に準備をしながら正太郎たちに挑戦して来た。まだら岩に奇巌城を造り、其処を根城に日本で本格的に活動しようとしていた。ニコポンスキーに劣らず変装の名人であり、また荒事においても殺傷を嫌い、女子供には手を出さない。仲間意識が高く部下からも尊敬され慕われる紳士的な犯罪者である。
とにかく流血沙汰が嫌いで、独自の美意識で犯罪を行なう、この独自のルールや美意識は部下にも浸透しているらしく、正太郎の命の危機を「見捨てたら、お頭に怒られる」と窮地を救っている。厳重な警戒をかいくぐり、華麗に盗みを成功させることそのものが生き甲斐らしく、鉄人争奪戦に置いては「知恵比べ」と称して、正太郎、クロロホルム、ニコポンスキー、スリル・サスペンスに、それぞれ争奪参戦の予告状まで出している。また盗みのスタイルは、相手に気がつかれず盗み出し、相手が悔しがる様を楽しむといったものである。
この知恵比べと称した挑戦によって事態は混迷し、出し抜かれた正太郎が本気で悔しがったのも相手もジャネル・ファイヴくらいだったことを見ても、正太郎にとって悪気が無いだけに厄介な相手とも言える。自分の頭だけで、金品や美術品、ロボットたちを盗みコレクションしているのが自慢で、それを見せびらかすためだけに手間暇かけて正太郎を誘拐するなど、困った趣味の人物でもある。結果的にクロロホルムと連携した正太郎に追いつめられ、争奪戦には敗れはしたがそれも含めて「悔しい気持ちもするが、楽しい気持ちもするね」という言葉を残し、敗北宣言をして日本を去った。
不乱拳酒多飲（ふらんけんしゅたいん）博士
声 - 大木民夫（第2作）、青野武（FX）、鈴木泰明（第4作）、山本兼平（ガオ!）
正太郎の屈指の好敵手であり、狂気を含んだ天才科学者である。
読んで字の如く『フランケンシュタイン』の主人公ヴィクター・フランケンシュタインがモチーフであろうが、本作品では青年（学生）ではなく如何にも老学者のような風貌の初老の科学者である。好々爺然としたところと、モラルや人道的ルールから逸脱した悪魔的科学者の一面を併せ持つ人物で、自分の研究のためなら手段は選ばず、自らの規定から外れた場合は、ギャングや警察をまとめて敵に回して荒事も厭わない。正太郎をして「大変な人物だった」と云わしめたくらいの大人物。
機械工学の他にも、化学、生物学などにも造詣が深く、それらの生み出した物が「空飛ぶアカエイ」「ロボットアカエイ」「人造人間モンスター」「潜航艇」「水中バイク」「バッカス」「ブラックオックス」と製作するにはあらゆる分野、多岐にわたった技術が必要とするばかりであり、これらの多くを1人で作り上げている。特にバッカスとオックスは短期間に製作されたにもかかわらず、鉄人と対等以上に渡り合うという完成度であった。
1度目は自らの創造物バッカスに殺されるが、モンスターを生み出した死体蘇生技術を書き遺しており、それを手に入れた黒い覆面団（某国諜報員）の手によって蘇生を遂げる。2度目は逃亡中に自衛隊の砲撃の中で息を引き取った。今際の際の言葉は一度目は「鉄人は素晴らしいぞ」、二度目は「ついに考えるロボットは作れなかった」である。
モンスター事件中、次は人工生命体を一から作り出そうとしていた節が見られたが、オックス事件では最終的に「物を考え、自ら判断するロボットを作り出す」ことを目標としていた。最後まで好奇心旺盛で知的欲求が強いままであった。
不乱拳博士の研究成果はまだら岩の海底墓場に埋められていたが、鉄人や旧日本軍の秘密を探っていた黒い覆面団によって掘り返されているため、某国（海外）へ渡った可能性がある。
アニメ第3作では回想シーンに登場。ブラックオックスを作り上げて鉄人に挑むも、鉄人に投げ落とされたオックスの下敷きとなって死亡したことが語られ、不乱拳に仕えていた執事との交流が描かれるエピソードもある（第14話）。また、不乱拳のクローンであるフランケン・シュタイナーが登場し、新たなブラックオックスを作り上げるなど物語中盤までの強敵として活躍した。
アニメ第4作では第3 - 5話に登場。姓が“不”、名を“乱拳”とされている。「ブラックオックス」や「人造人間モンスター」を開発した、ロボット工学と生体工学の第一人者である。「鉄人第弐計画」で人ならざる者を生み出してしまった贖罪のため、実はモンスターに自らを殺す命令を科しており、最後はともに互いの命を絶ってしまう。
重馬敬著の「空想科学小説　鉄人28号」でも登場するが、こちらでは「考えるロボット」とブラックオックスを誕生させている。また、ドイツ人女性を妻とした経歴を持ち、一人娘のレナーテがいる。鉄人との「決着」をつけるために一時は娘に対しても冷酷な態度をとっていたが、終盤では正太郎たちに協力的な姿勢を見せる。現在の全作品では不乱拳博士が死亡しない唯一の作品である。
牧村（まきむら）博士
声 - 中田和宏（第4作）、松山鷹志（ガオ!）
長年の研究開発で自我を持つ電子頭脳ロボット・ロビーを作り出した科学者。
法律も人命も考慮しないマッド・サイエンティスト同然の危うい科学者が続出するこの作品の中では例外的に、人格者と言っても差し支えない初老の科学者で、昔はドラグネット博士と一緒に電子頭脳を研究開発していた。
ロビーを大切に人間の子供と同じように教育してから、世間に発表しようとしていたが助手の助川によってロビーを奪われ、以後、ロビーの犯罪に心を痛めることになり、警察に出頭し事態収拾に正太郎たちに協力することになる。しかし助川の元から逃げ出し、人間に敵対し始めたロビーが世間に被害を与えたことで、電子頭脳研究をやめて引きこもってしまう。
後にロビーの事件を聞きつけたドラグネット博士に電子頭脳の教えを請われても、頑として頭を縦には振らなかったほど、後悔の念に取り憑かれてしまう。また、この時のドラグネット博士の言質によれば、牧村博士は自分が決めたことに対しては頑固であるらしい。また、一度はロビーに嫌いだと逃げられたが、人間不信になったロビーがドラグネット博士の言葉を聞くきっかけに「生みの親の牧村博士の友人」であるというところに反応する描写があるため、少なくともロビーにとって、「親」という認識と微妙な感情は向けられていると思われる。
ドラグネット博士
声 - 宮内幸平（第2作）、有本欽隆（第4作）
自我を持った電子頭脳開発に執念を燃やし、牧村博士の開発したロビーに近づいた天才科学者。蟹のような独特のヘアスタイル。原作準拠では片足を失っており、再編集版やその後のアニメ版では足の不自由な設定は無かったことになっている。
かなり独善的で偏屈な性格だが、とても優秀な科学者であり、そのプライドは高い。その能力もたしかで、急造した安物と評するロボットで鉄人と正太郎を文字通り、煙に撒いたり、乗り付けたお手製の万能カーでロビーのロボットたちを次々と手玉に取って、ロビーを交渉のテーブルに着かせたりと大変優秀な人物。
超人間ケリーと高性能ロボット・ギルバートの製作者である。研究にのめり込む余りに常軌を逸した行動をとることがあり、死んだ人間の脳を使ってサイボーグをより機械化した宇宙人間の研究を進めていたが、当時助手を務めていたケリーの計算ミスにより実験が失敗し、怒りに駆られた博士はケリーを生きたまま実験材料にして超人間を生み出してしまう。
ただし、この時の超人間ケリーは目覚めることが無く、博士は殺人者として逮捕され、裁判で精神異常が認められ施設に収監されていた。このことにより博士自身はケリーの改造に失敗し、死亡したと思っていた。
施設を出所後に電子頭脳を持ったロボットに研究を切り替えたが、自身の理論では完成を見いだせず、牧村博士の完成した電子頭脳ロビーに活路を求めた。
ロビーに関わったことから、取引材料として鉄人とオックスにも負けないロボットを製作することになり、高性能ロボット・ギルバートを完成させるが、その時にはロビーは正太郎に破壊され、失意のうちに日本を去ろうとするが、暴走して復讐者となったケリーに殺されてしまう。
超人間ケリー
声 - 原康義（第4作）
改造人間にされてしまった青年、詳細は超人間ケリーを参照。
ジョンソン
声 - 原康義（第4作）
ケリーの弟。兄と共にドラグネット博士への復讐を果たした。温和な兄と異なり、証拠隠滅のために正太郎を殺害しようとするなど荒事に躊躇のない人物。
強い兄弟愛を持っており、復讐へ至る過程を切々と訴えるラストシーンは正太郎たちも同情を禁じ得なかった。
門脇
モンスターに殺された警察官や、その他大勢の中につけられる名前。名前の由来は光文社で横山を担当した編集者から。たまに背景の中にも名前を見ることが出来る。
山嵐巌
声 - 松山鷹志（ガオ!）
白柄組の親分。巨大アリ事件を利用して密輸事件を有利に運ぼうとしたが、正太郎たちに企みを見破られて逃亡。最期は町を襲撃した巨大アリに殺害される。
ジキルスキー
S国スパイ。本国ではハバロフ閣下と呼ばれている。鉄人を奪うため偽物とすり替える作戦に失敗し、追い詰められた末に部下と共に毒を飲んで自決する。
ゴロギル博士
モンスターを作った、王制を敷くある国（カッパコミクス版および秋田書店各版ではカリー国とするが、連載では国名ははっきりしていない）の科学者。王制打倒と実権掌握を狙う十字結社によりモンスターが強奪され悪用されているため、正太郎に助けを求め来日する。
正太郎によって金田邸に匿われるも、十字結社によって隠し部屋を突き止められ、殺害された。
十字結社（じゅうじけっしゃ）
声 - 辻親八（第4作）
王制を敷くある国（カッパコミクス版および秋田書店各版ではカリー国とするが、連載では国名ははっきりしていない）で体制転覆を狙う政治結社。自らの主張を通すためにテロ行為も辞さない。しかし、政治的な理想ではなく権力奪取のための活動であり、過激な犯罪組織となんら変わるところが無い非道な集団。ゴロギル博士を追って日本にも侵入し、モンスターを操って暴れるが、正太郎と大塚署長の活躍により撃退される。本国の結社そのものも数々の悪行から国民の怒りを買い、国王軍の総攻撃で壊滅してしまっていた。
アニメ第4作では第1話のアバンタイトルにて、モンスターと共にゲストキャラとして登場する。
ブラック博士
声 - 家弓家正（第4作）
体が崩れていくという奇病に悩まされている医師。赤死館という館に住む。同じ病気に感染した息子の脳を、佐良という青年の体に移植しようとした。
しかし、正太郎が事件に関わったことで陰謀が発覚、さらに用心棒として雇っていた暴漢と小競り合いを起こして手術が不可能になったため、自ら炎上させた赤死館で息子と共に焼け死んだ。
アニメ版第4作では旧日本軍の軍医という設定であり、南方戦線で感染した熱病と、戦友たちを安楽死させた罪悪感に苦しめられていた。また、息子は既に死んでいたが、その事実から目を逸らし続けていた。
ビッグファイア博士
声 - 中村正（第4作）、松山鷹志（ガオ!）
パガオニア国在住の科学者にしてロボット工場の経営者。自分の名前を持つロボット、ファイア2世、ファイア3世を作った。
利潤を追求する経営者的な面と科学者らしい知的な面を持つが、短気かつ自己陶酔的な面が目立つ。
科学者としては優秀で、学習機能を持った知能回路を開発して商業ラインに乗せる能力を持つが、自らの才能がベラネード財団に認められなかったため、犯罪行為に手を染めた。
投獄されながらもファイア3世を操って脱獄を企むが、鉄人にファイア3世を破壊され、「鉄人か……や、やつは怪物だ」と述懐しながら再逮捕された。
アニメ第4作では後半の悪役として登場。元は金田博士・ドラグネット博士の研究仲間であり、戦後は巣鴨プリズンに収監されていた。出獄後、鉄人は体内に太陽爆弾が隠された兵器だと暴露、その太陽爆弾を手に入れるためにベラネード（後述）と組んで暗躍する。
『白昼の残月』ではかつて廃墟弾の開発に従事し、巣鴨プリズンに収監されていた。しかし、釈放を取り付けたクロロホルム相手に口を滑らせて洗いざらいしゃべってしまい、その直後に「事故死」した。
ベラネード
声 - 内海賢二（第4作）
パガオニア国でベラネード財団を経営する人物。容姿はカイゼル髭を生やした小太りの男性。彼自身は悪人ではないが、財団がゼネコンとしてダムなどの大規模な工事を行う際は高性能のロボットが大量に必要となるため、メーカーや研究者がその売り込みのため鎬を削っており、それがビッグファイア博士のように犯罪に走る者を生み出す元凶ともなっていた。そのため、ファイア博士の事件解決後は各社から平等にロボットを仕入れる方針を発表している。
アニメ第4作では容姿が下記のゴムラス司令官のものに変更されたほか、物語中盤以降の悪役として設定が大きく変更されている。世界経済を牛耳る大財団の主として君臨する一方、犯罪結社PX団団長という裏の顔を持ち、表と裏の顔を使い分けながら日本の支配を企んだ。PX団の制服はブラック団のものであり、ベラネード自身も団長用の赤いマスクを装着した。
『白昼の残月』においてもアニメ第4作と同様の容姿、設定で悪役として登場。クロロホルムを先行させ、自らもロボット軍団を満載した「黒船」と呼ばれる空母に乗って東京へと向かう。
初期の単行本では頻繁に「ベネラード」と誤植されているがベラネードが正しい。
ゴムラス司令官
砂漠に存在する国の国王。悪政を布いていたため、ギド率いる革命軍によって追い詰められていたが、正太郎を誘拐し、鉄人を使って革命軍を追い返そうと画策する。その際、国外での自分の評判の悪さは自覚していたため、自らを革命軍と偽って正太郎に協力を要求した。正太郎はギドロボットによって革命軍に誘拐されたが、新しく輸入したロボット、サターンを使って革命軍を民間人諸共虐殺。さらに大塚署長を人質として利用したため、正太郎の怒りを買い、鉄人の攻撃を受けて敗走。国外に逃亡する。
スノー国工作員
母国から持ち出された秘密兵器の設計図回収が目的で来日した。だが、公園の地下に基地を建設し、書類が警察に渡るとVL2号による襲撃まで行う様子は潜入工作員としては派手過ぎるように思われる。口封じに殺人を犯したにもかかわらず、正太郎を子供ゆえに見逃す面もあった。VL2号の優れた性能を活かして鉄人を苦戦させるが、不調によって暴走を始めたVL2号に追い詰められ逮捕された。
ブラック団
世界征服を目論む犯罪組織。海底に各国の主要都市に向けたミサイル基地を建設し、世界を支配しようと画策していた。たまたま正太郎が事件に関わって来たため、ギャロンを操って鉄人と交戦するも、敷島博士が操縦する鉄人に海底基地を襲撃されて壊滅してしまった。団員はすべてオバQのような覆面を被り、コードナンバーで呼び合っていた。団長（声 - 山本兼平（第5作））のみ覆面の色が異なるほか、蝶ネクタイとタキシードを身に纏っている。
プレイステーション2で発売されたゲームでは、「X団」として登場する。アニメ第3作では『ネオブラック団』が登場するが、設定は大きく異なる。
怪盗ブラックマスク（かいとうブラックマスク）
声 - 平田広明（第4作）
神出鬼没の銀行強盗。その正体は技師の有本影郎。次元操作機を操ることで瞬間移動する。最後は宝石に付けられた鉄人誘導装置で移動した鉄人によって、次元操作機を破壊され御用となった。
アニメ第4作では、影郎と父親の有本博士の開発した次元操作機を影郎が持ち出して悪用した（元ネタは帝銀事件）結果、最後は鉄人によって破壊された次元操作機の誤作動で南極に転送されてしまった。

## 登場メカ
鉄人28号、ブラックオックスについては独立項目を、それ以外のロボットについては鉄人28号の登場ロボットを参照。
X33（万能戦闘機）
S国スパイ団が使用した、黒い万能戦闘機。先端に装備したドリルによる地中潜行や、陸上では砲撃や体当たりなどで戦い、折りたたみ式の翼を展開し空戦までもこなす。
欠点は活動時間が短いこと。2、3人乗り。
XY3号
ジャネル・ファイブの乗る万能メカ。アメリカのシャープ博士が制作した物をジャネル・ファイブが盗み出した物で、「シャープXY3号」とも呼ばれる。流線形の黒い機体でX33に通じるデザインを持っているが、こちらは先端に複数のドリルを装備している。海底、地底を思いのままに移動し、部下共々複数の人員が乗り込むことも出来る。アカエイの影響を受けながらも振り切って逃げることが出来るほど、なかなか出来た移動メカ。

## 用語解説

### 鉄人計画
マンガにおける開発計画には、連載版とカッパコミクス版の二種類が存在する。

#### 連載版
太平洋戦争時、日本軍が進めた軍用ロボット開発計画。岐阜県乗鞍岳山中の地下に建造された研究所で、敷島博士を中心とした開発陣により研究が進められていた。等身大のロボット、1号から26号の開発には成功するものの、それらは銃撃に対する装甲防御が不十分な未完成品だった。実際、耐弾実験の際に頭部を破壊されて機能を失ってしまい、敷島博士を失望させている。
その後、敷島博士はこれまでの失敗を踏まえて設計を大幅に変更、巨人型ロボット27号の開発を進めた。27号は一定の成功を収めたものの、実用機とするまでに至らなかった。27号の成功を活かして建造されたのが28号なのだが、戦時中に建造された機体（便宜上、1号機とする）のスタイルは27号とまったく同じだった。完成した28号の起動実験が行われるが失敗、機体は爆散してしまう。その後、戦況の悪化に伴い軍は鉄人計画の放棄を決定、敷島博士たち技術者陣は南方の孤島に設けられた、秘密の特攻兵器研究所へ移動することになる。
戦争末期、孤島研究所の存在を察知した米海軍による空襲が行われ（空母艦載機を用いている描写がある）研究所は壊滅。辛うじて生き残った敷島博士は日本の降伏を知らず、長年に亘り助けてくれた原住民のもとで暮らしていた。10年後にインドへ渡り、そこで終戦と日本を騒がせている鉄人事件を知って帰国した、と本人が家族と正太郎に語っている。
しかし敷島博士以外にも生き残り、内地へ帰還を果たした技術者がいた。それが改設計28号を建造した「白覆面の男」である。根拠は、敷島博士による「鉄人の作り方は旧研究所員でなくては分からないはずだ」との発言である。
本編中、市街地で暴れる27号（このときは28号と思われていた）を目にした敷島博士は「28号にしてはおかしい」とつぶやき、乗鞍岳の研究所内で暴走する28号を目撃した際には、居合わせた正太郎たちに「あれが本物の28号だ」と言って聞かせるという演出がある。以上のことから、以下のことが推察できる。
1. 27号と28号1号機のスタイルは同じ。
2. 27号と28号1号機はスタイルは同じだが、動作の部分で差異がある。
3. 1号機の起動失敗と計画放棄が決定される間には、改設計が行えるほどの時間的余裕がある。
4. 1号機爆発後、敷島博士たちはスタイルを大幅に変更する改設計を行った。

#### カッパコミクス版
太平洋戦争末期、日本軍が起死回生を目論んで構想したロボット兵器開発計画。
南方の島の地下に偽装した秘密研究所を作り、敷島博士などの日本の科学者や技術者を総動員して開発を始めたが、完成前に事態を察知したアメリカ軍の爆撃を受け、計画は灰燼に帰したはずだった。しかし計画の主任で正太郎の父である金田博士が、同様に南方での爆撃を生き残り、鉄人28号の完成をあきらめきれずに、戦後に敷島と共に鉄人28号を誕生させた。アニメ第4作でもこのストーリーを採り、鉄人28号は金田博士が南方の島で完成させたことになっている。
計画では人員不足を補うこと、弾丸などの補給が無くても破壊活動を継続させる能力があること、多少の破損でも戦闘行動を継続できることなどが伺われるが、有用性については謎のままである。
アニメ第4作では、巨大砲弾にて巨大なロボット兵を敵国に送り込み破壊の限りを尽くさせる「鉄人第一計画」、死した兵士の肉体を甦生させ強靭な肉体を持った兵士に作り替える、あるいは人工知能を搭載して鉄人を制御する「鉄人第二計画」が存在した。またこれに付随して、鉄人自体に新元素バギュームを使用した爆弾、太陽爆弾を埋め込み敵地を破壊せしめることを考案されたが、計画責任者である金田博士には却下された。しかし、実際にはビッグファイア博士による独断で、鉄人の心臓部に太陽爆弾が埋め込まれていた。日本軍や戦後の政府関係者は鉄人に太陽爆弾が内蔵された事実を知っていたようである。

### その他
少年探偵
昭和30年代には、『少年探偵団』『少年ジェット』『まぼろし探偵』のような、少年でありながら、大人に引けを取らない少年探偵がテレビ、漫画、小説で活躍していた。彼らは拳銃を使い、車やバイクを走らせ、刑事や警官と協力して難事件を解決し、悪漢を退治する。
まだら岩
不乱拳博士が根城にしていた、棒状に隆起した岩礁の集まった海域。新型鉱石バギュームの鉱脈でもあった。アニメ第4作では第三海堡の別名とされていた。
海底の墓場
まだら岩の近海に存在する海域。不乱拳博士が自らの研究成果を隠匿していた。
バギューム
不乱拳博士がまだら岩で発見し、研究していた新鉱石。強力なエネルギー源であったようである。
独立連動装置
鉄人28号の持つ機能の1つ。戦闘兵器である鉄人が故障で動けなくならないように、手足などに分散配置された動力機関。これによって手足を1、2本失っても安定して稼働して戦闘を継続することが出来、整備が受けにくい状況などでも闘える。また、鉄人の怪力の源は、これらの機関の出力によって得ているのではないかと考えられている。
電子頭脳と知能回路
自己判断で動く機械と自我を持つロボットの境界の定義は難しいが、ロビーが持つ電子頭脳とビッグファイア博士の知能回路は微妙に趣きを異ならせている。
ロボット見本市（博覧会）
各国の新型ロボットを展示、その能力を世界に知らしめるために開催された。鉄人と正太郎も日本ロボット代表として招致され、正太郎とビッグファイア博士の出会いの場ともなった。開催国はパガオニア国。
ロボット王国
密かに生き延びていたロビーが人類の支配を目論み、作ろうとした国家。国とは言うものの、人工知能を持ったロボットはロビー以外存在しない。ロビーは数々のロボットを作り出して自衛隊や警察を圧倒、遂には鉄人の鹵獲にすら成功するが、妨害電波発生装置を持つブラックオックスの参戦によって戦況は逆転、手持ちのロボットを鉄人とオックスのタッグにより粉砕されたロビーは、ドラグネット博士に助けを求める。しかし、正太郎の存在に焦って暗殺ロボットを送り込んだ際、逆に隠れ家を突き止められてしまった。結果、ロビーは破壊され、王国の夢は潰えた。
巨大アリ
A国の核実験による放射能により突然変異を起こして巨大化したアリ。巨大化している分、蟻酸が人間を死に至らしめるまでに威力が向上しているが鉄人には通用せず、火を嫌うため自衛隊員の火炎放射器で倒せる。密かに日本に来襲して自衛隊の艦船や戦闘機を襲撃したことで次第に事件の輪郭が見え出し、地上で民間人を殺害したことがきっかけでその姿を現した。劇中設定からアメリカ映画『放射能X』に登場する巨大アリをほぼそのまま持ち込んだものと考えられる。

## 原作完全版
2005年11月より「巨匠・横山光輝『鉄人28号』執筆50周年記念」プロジェクトとして潮出版社と光プロダクションの共同企画の元、発刊された。横山の元アシスタントとコンピュータによる最新技術で痛んでいた原画を復元し、コミックス未収録の読み切り8本を加えて発刊された。2007年9月に全24巻で完結。★は読みきり作品。
1. 鉄人28号誕生（月刊『少年』1956年7月号別冊付録 - 1957年1月号別冊付録）
  - 第2次世界大戦の末期 敷島家であったギャングと怪人 あいつぐ事件 おそるべき威力 第十一監房 正太郎の活躍 鉄人あらわる 雷雲 秘密科学研究所 鉄人28号 大PX団 くずれるダム 生きていた敷島博士 浮上するモンスター号 おそるべき秘密結社！ おそるべき秘密結社その2
2. 怪ロボットあらわる（月刊『少年』1957年2月号別冊付録 - 1957年8月号別冊付録、1957年8月増刊『探偵ブック』）
  - 海底にねむる鉄人 魚雷発射命令 海中の戦い 敷島博士邸 第二計画 雨の中の乱戦 怪ロボットあらわる クロロホルム名探偵 暗殺計画 地下の乱戦 あらわれた怪ロボット 脱出できるか 8号車追跡 怪ジェット機 しのびよる影 PX団支部長の最後 正太郎の危機 うばわれた鉄人 ★大金塊の巻
3. 鉄人大実験!（月刊『少年』1957年8月号別冊付録 - 1958年1月号別冊付録）
  - 水中の怪物 その場所はどこだ 脱出計画第一歩 脱出と攻げき 怪人対正太郎 大爆発 その顔を見た！ なかまわれ 山小屋の怪人 X33 二回目の実験 村雨健次の危機 人体実験 鉄人出動 一大決戦 うばわれた鉄人 海上の乱戦 村雨健次の大てがら ねらわれた正太郎 正太郎暗殺団
4. 鉄人暴走する!（月刊『少年』1958年1月号別冊付録 - 1958年6月号別冊付録）
  - なぞの物体 対決 攻撃 空中戦 生きていたニコポンスキー 海底の鉄人 クロロホルムとニコポンスキー 警官隊あぶない ふたりめのクロロホルム サスペンス氏の登場 操縦器のゆくえ 動く巨人 ニコポンスキーの計略 怪盗ジャネル・ファイブ スペードホテル 恐竜の出現！ 鉄人の敗北
5. 出現! 二つの操縦器（月刊『少年』1958年6月号別冊付録 - 1958年10月号別冊付録、1958年7月増刊『探偵ブック』）
  - てつや作業一週間 ふたりのスパイ ニコポンスキーの計略 敷島博士はにせものか？ 正太郎のぎもん ペテンにかかった敷島博士 あばれる恐竜ロボット 敷島博士のかつやく 鉄人対恐竜ロボット 正太郎の地下室 非常線突破 あばれる鉄人 鉄人のかくし場所 奇厳城 正太郎のきけん ★うかぶX島の巻
6. 空飛ぶアカエイ軍団（月刊『少年』1958年10月号別冊付録 - 1959年2月号別冊付録、1959年1月増刊『探偵ブック』、1958年11月号付録『とびだすまんが』）
  - おそるべき鉄人 サスペンスたいほ 空とぶアカエイ ゆめかまことか あらわれたアカエイ 奇巖城発見 海底のアカエイ アカエイの襲撃 決戦奇巖城 ふしぎな老人 モンスターあらわる 殺人鬼モンスター 第一のぎせい者 鉄人対モンスター ★なぞの飛行機事故の巻 ★オーパナ博士の挑戦の巻
7. 難敵アカエイ & モンスター（月刊『少年』1959年3月号本誌 - 1959年7月号別冊付録）
  - とらわれたモンスター モンスターの脱ごく アカエイの来襲 ついせき アカエイあらわる なぞの「まだら岩」　海底の墓場 まだら岩の正太郎 正太郎とモンスター サスペンスの脱走 サスペンス発見 モンスターの最後 海底の墓場
8. 暴れまくるバッカス（月刊『少年』1959年7月号別冊付録 - 1959年11号別冊付録、1959年8月増刊『探偵ブック』）
  - 不乱拳博士の発明 完成したロボット 鉄人対バッカス おそわれたメリー丸 あばれるバッカス 第六非常線突破 にげのびたサスペンス モンスターの復活 鉄人とバッカス とびさったバッカス 正太郎の危機 時限金庫 十時三十七分六秒 おどりこんだモンスター 十時三十七分六秒 あらわれたバッカス ★あやしい落下物体の巻
9. 海底墓場の決戦!（月刊『少年』1959年11月号別冊付録 - 1960年3月号別冊付録、1960年1月増刊『探偵ブック』）
  - 人工雷 きえたやしき スーパーアトミック くるったバッカス あばかれていた海底の墓場 ぬすまれていた死体 生きかえった博士 鉄人のかつやく まちぶせていた人夫 つきまとう暗殺者 魚雷攻撃 海底と海上 ★自動車レースの巻
10. ブラックオックス始動（月刊『少年』1960年3月号別冊付録 - 1960年7月号別冊付録）
  - かんがえるロボット 岩風と光の爆発 くずれるまだら岩 ブラックオックス あらわれたオックス ブラックオックスの力 ブラックオックスのなぞ たばこの火 鉄人とオックス うばわれた鉄人 陸海空軍出動 おそいかかる鉄人 磁気嵐 ふく面団の最後
11. 驚異の電脳ロボ・ロビー（月刊『少年』1960年8月増刊『探偵ブック』、月刊『少年』1960年8月号別冊付録 - 1960年12月号別冊付録、1960年10月号付録『とびだすまんが』）
  - 怪ロボット・ロビーの巻 あらわれた池のぬし 二つの池 鉄人のかつやく うばわれた鉄人 地底のロビー ブラックオックス ロビーのたくらみ 地底のたたかい あらわれたロボット部隊 鉄人をねらうロビー ロビーの新しい基地 ★ロビーの逆襲の巻
12. 猛襲! ロビー・ロボ群（月刊『少年』1960年12月号別冊付録 - 1961年4月号別冊付録、1961年1月増刊『探偵ブック』）
  - むかでロボット さらわれた鉄人 オックスのかつやく ドラグネット博士 やってきたロビー 敵か味方か こうかん条件 あらわれた鉄板 なおった操縦器 もぬけのから 海底のロボット 警備艦出動 あやしい男 殺人ロボットV ★怪盗ブラックマスクの巻
13. ギルバート強い!（月刊『少年』1961年4月号別冊付録 - 1961年9月号本誌）
  - 殺人ロボット発見 かくれ家発見 新しいロボット 地下室の死体 YE6W5のなぞ 東と西のなぞ ギルバートのゆくえ ドラグネット博士の秘密 追跡 あらしの夜のできごと 4747号車 あらわれたギルバート
14. 巨大アリ事件（月刊『少年』1961年9月号別冊付録 - 1962年3月号本誌）
  - がけのほらあな 黒いレインコート かいならした小鳥 洞くつ発見 あばれるケリー ギルバートあらわる オックスの到着 ケリーの最後 なぞのことば ジェット気流 女王アリ 山嵐のたくらみ 密輸ダイヤ 鉄人の出動 足あと発見 浮きあがった死体
15. 陰謀の偽鉄人28号（月刊『少年』1962年3月号別冊付録 - 1962年7月号別冊付録）
  - おそってきた大群 事件解決 にせもの事件 うばわれた鉄人 にげだした英二くん たおれていた大木 さらわれた敷島博士 なぞの屋敷 信号 うばわれた鉄人 鉄人の襲撃 救助作業 とらえた怪人 攻撃開始
16. 十字結社の野望（月刊『少年』1962年7月号別冊付録 - 1962年11月号別冊付録）
  - 追撃 おそるべき鉄人 電波かくらん器 くるう鉄人 深夜の来訪者 十字結社 十字結社の暗躍 かきのこした手紙 神戸へ うずもれたトラック あらわれたモンスター モンスターを追って
17. 十字結社の逆襲（月刊『少年』1962年12月号本誌 - 1963年4月号別冊付録）
  - あばれるモンスター やってきた十字結社 モンスターの来襲 にげたモンスター 非常線突破 モンスターのゆくえ 車体番号5781 被害者の身元 モンスター発見 はかりごと
18. ブラック博士の真実（月刊『少年』1963年4月号別冊付録 - 1963年9月号本誌）
  - 地下脱出 決戦 ほろびていった結社 追う者追われる者 怪人ブラック博士 赤死館 その顔を見た者は にせ電話 あの屋敷を見張れ ブラック家の病気 ブラック家の最期 ミスターX
19. ファイア博士の大野心（月刊『少年』1963年9月号別冊付録 - 1964年2月号本誌）
  - ファイア二世 ファイア二世の力 ホワイト・バッファロー 鉄人出発 くずれた氷 バッファロー山のなぞ ファイア三世 黒メガネの男 ホワイト・バッファロー山 監視ロボット あらわれた怪ロボット こわされたスカイ・レッド工場 消えた怪ロボット 工場見学
20. 激闘!ファイア三世（月刊『少年』1964年2月号別冊付録 - 1964年7月号別冊付録）
  - ファイア三世の内部 カギはだれのもの 行方不明の技師 挑戦 はずれた外装 オリンパスホテル20号 危機一髪 あらわれたファイア三世 勝利 なぞの潜水艦 つれさられたふたり
21. 砂漠の鉄人28号（月刊『少年』1964年7月号別冊付録 - 1964年12月号本誌、1964年7月増刊「スリラーブック」）
  - ギド 砂風 ギドの軍隊 到着したロボット サターンの威力 大塚署長の救出 人質 総攻撃 大団円 なぞのカバン ★沈没船のなぞの巻
22. 出撃!VL2号（月刊『少年』1964年12月号別冊付録 - 1965年4月号別冊付録）
  - カバンの秘密 あらわれた怪人 きえた自動車 VL2号 脱出 強行突破 VL2号 追跡 軌道 あやしい町工場
23. 戦慄の光る物体（月刊『少年』1965年5月号本誌 - 1965年10月号別冊付録）
  - 決戦 死体のなぞ 光る怪物 にげた怪物 あらわれた警部 にげた怪物 山田野ロボット工場 おいつめられた怪物 モンタージュ写真 X2号 あらわれた怪ロボット こわされたスカイ・レッド工場 消えた怪ロボット 工場見学
24. 恐竜ロボギャロン（月刊『少年』1965年11月号本誌 - 1966年5月号別冊付録『少年パンチ』、月刊『中一時代』1971年1月号、月刊『少年ジャンプ』1976年9月号、『ソノシート』1964年3月15日、『ソノシート』1964年8月25日）
  - とらわれた署長 なぞの地図 なぞの怪獣 怪物ギャロン ★ベビーハイジャック事件 ★対決モンスターロボットの巻 ★新作鉄人28号 コンピューター殺人事件の巻 ★銀行ギャング粉砕 ★鉄人 超特急を守れ

原作漫画の原稿は一部紛失しており、現存するものも過去の単行本化の際に切り張りされたため部分的に欠損している。「原作完全版」はデジタル画像処理を駆使して原稿を連載当時の形に戻し、紛失・欠損した部分は誌面からのトレースによる復元を行い、現著作権者の許諾を得て再編集し発刊の運びとなった。なお、原作完全版の発売後に新たに原稿の一部が発見され、2009年に刊行された文庫版では、同様の作業を経てそちらに差し替えられている。

## ラジオドラマ

### 1959年版
1959年8月31日 - 1960年4月29日、ニッポン放送にて放送。あみ印食品工業の1社協賛番組。
- 主題歌：『鉄人28号』（作詞：鈴木厚、作曲：渡辺岳夫、歌：上高田少年合唱団）

### 1978年版
1978年11月23日 - 12月22日、ニッポン放送「キリンラジオ劇場」にて放送。主役の正太郎役の高橋和枝を初めとして、主要な登場人物がアニメ第一作のキャストで演じられた。

## 実写版テレビドラマ
1960年2月1日 - 同年4月25日に日本テレビ系列で放送された。全13話、モノクロ作品。
ストーリーは、鉄人の出現、村雨兄弟の登場、QX団（原作ではPX団）との攻防、怪ロボットXの出現、サルバチア国（原作ではS国）のスパイ・仮面団との戦いと続くが、敵の基地から脱出した正太郎が謎の爆撃に遭うところで続きがないまま1クール全13話で終了となったため、正太郎が鉄人28号を操縦しなかった。第10話のナレーションによると、第1話から第10話までの間に数年の月日が経っている。
鉄人28号は着ぐるみで表現されている。身長は2メートル程となり、第6話までの樽型・第7話以降のドラム缶型の2種類がある。前者は眼から、後者は胸から怪光線を出す。第13話で仮面団のロケットを取り付け、飛行可能になる。ロボットは他にも鉄人26号・27号、仮面団の怪ロボットXが登場する。鉄人26号には『少年ジェット』に登場したロボットが使われたという説が存在する。
日立製作所がスポンサーであったことから、第1話は日立市で撮影が行われた。そのため、OP冒頭に「日立ホール」のテロップが表示される。

### 放映リスト
| 話数 | サブタイトル           | 備考                                                              |
| ---- | ---------------------- | ----------------------------------------------------------------- |
| 1    | 恐怖の一夜             |                                                                   |
| 2    | 法師が岳の対決         |                                                                   |
| 3    | 深山の雷鳴             |                                                                   |
| 4    | 岸壁への追跡           | ※フィルムが行方不明になっているため、欠番扱い。予告編のみ現存。   |
| 5    | 怪潜水艦               | ※第4話の本編フィルムが現存しないため、予告編は欠番になっている。  |
| 6    | 海辺の争闘             |                                                                   |
| 7    | 怪ロボットX出現        | 前話の次回予告では『三本足の怪物』というタイトルだった。          |
| 8    | クロロホルム探偵登場   |                                                                   |
| 9    | QX団本部の急襲         |                                                                   |
| 10   | トラックを追え         |                                                                   |
| 11   | 新たなる強敵           |                                                                   |
| 12   | 仮面の怪人             | ※フィルムが行方不明になっているため、欠番扱い。予告編のみ現存。   |
| 13   | 鉄人空を飛ぶ（最終話） | ※第12話の本編フィルムが現存しないため、予告編は欠番になっている。 |

第4話・第12話はフィルムが行方不明のため欠番になっており、そのためビデオ・LD・DVDにも未収録である。第4話と第12話のフィルムは現在も未発見。

### 出演
- 金田正太郎:内藤正一
- 大塚署長:有木山太
- 敷島博士:美川洋一郎
- 敷島技師：坂東好太郎
- 村雨健次:川喜多雄二
- 村雨竜二:河野弘
- 敷島技師夫人：東恵美子
- 敷島みよ子：戸田井明美
- 正太郎の姉：尾形節子
- クロロホルム探偵：三田村隆介
- ペトロニウス : 三鬼弘
- QX団首領：金井修
- QX団隊長：ファティ
- 仮面団団長：正岡三輝弥
- 覆面の男（花井技師）：後藤陽吉

### スタッフ
- 制作：米山彊、吉田礼子、松崎啓次
- 脚色：まるねさんたろう、コオロギハルヲ
- 撮影：池田傅一、江津禮孝元、星信夫
- 照明：飯塚茂、鈴木貞夫
- 美術：江坂実、松崎プロ美術部
- 録音：日本録音株式会社
- 効果：角田陽次郎
- 編集：与曽田光代、福島照夫
- 記録：布施文子
- SFアドバイザー：星新一
- 音楽：中林淳眞
- 主題歌：「鉄人28号」（作詞：青木義久、作曲：宇野誠一郎、歌：高毛礼誠（初期）、ビクター児童合唱団）
主題歌はレコード発売に伴って児童合唱に変更された。切り替え時期に当たる第4話のフィルムが現存しないため正確な話数は不明だが、第3話までが高毛礼誠、第5話以降はビクター児童合唱団が歌唱している。
- 監督：まるねさんたろう、中村純一、志波裕之、増田健太郎
- 制作：松崎プロダクション
- スポンサー：日立製作所

### メディア化
- 1985年ごろに東映ビデオからVHS・ベータソフト全2巻（欠番除く8話分）が発売された。第1巻には第1話～第3話。第5話・第6話を収録。第2巻には第7話～第9話を収録。
- 1998年2月25日に、現存する全11話分を収録したLD-BOXが創通映像より発売された[22]。特典として「うごく実写版ブリキ鉄人」が付属[22]。
- 2015年4月24日に株式会社ベストフィールドからDVD-BOXが発売された（販売元：TCエンタテインメント）。

| 日本テレビ 月曜19:30 - 20:00 | 日本テレビ 月曜19:30 - 20:00                               | 日本テレビ 月曜19:30 - 20:00 |
| 前番組                       | 番組名                                                     | 次番組                       |
| ---------------------------- | ---------------------------------------------------------- | ---------------------------- |
| 日立 ファミリースコープ      | 鉄人28号 （実写版テレビドラマ） 【当番組まで日立一社提供】 | エノケンの爆笑劇場           |

## テレビアニメ第1作
1963年10月20日 - 1966年5月25日、フジテレビ系列で放送された。84話で一旦終了した後、3か月後に新作13話が放送され、全97話となった。モノクロ作品。詳細は『鉄人28号 (テレビアニメ第1作)』を参照のこと。

## 以降の派生作品

### 映像作品
1966年『少年』での人気第1位を続けている中、横山はストーリー展開の限界を感じて漫画の連載を終了した。また同時期にテレビアニメの放送も終了した。しかし、1978年ごろから再びその人気に火が付き、繰り返しリメイクが行われ、派生作品が制作された。テレビアニメは2013年4月に5作目を放映、これにより、日本のテレビアニメのリメイク回数が水木しげる原作のアニメゲゲゲの鬼太郎の6回に継いで第2位となる（2025年現在）。また、実写映画版も作成された。
- テレビアニメ第2作 - 太陽の使者 鉄人28号を参照
- テレビアニメ第3作 - 超電動ロボ 鉄人28号FXを参照
- テレビアニメ第4作 - 鉄人28号 (2004年版アニメ)を参照
- 劇場版アニメ - 鉄人28号 白昼の残月を参照
- 実写映画版 - 鉄人28号 (映画)を参照
- CG映画 - T28（仮）。製作はIMAGIの予定であったが製作中止。
- 28 1/2 妄想の巨人 - 舞台版を元にしたメイキング風映画。
- テレビアニメ第5作（短編アニメ） - 鉄人28号ガオ!を参照。

その他、ハリウッドで映画化の企画があったが、横山光輝によると条件が合わず断ったという。

### 漫画
- テレビアニメ第2作のコミカライズ
  - 『鉄人28号』  テレビマガジン 1980年 - 1981年連載　作画：今道英治
  - 『鉄人28号』  冒険王　1980年 - 1981年連載　作画：岸森伴
  - 『鉄人28号』  100てんコミック1980年 - 1981年連載　作画：あけちみつる
  - いずれも後に広まる通称（『太陽の使者 鉄人28号』）ではなく、当時の正式なタイトル『鉄人28号』 として発表されている。
- 『鉄人28号くん』 コロコロコミック 1992年2月号 - 6月号連載　作画:立石佳太
- 『鉄人28号 皇帝の紋章』  マガジンZ2004年1月号から2005年1月号まで連載　作画:長谷川裕一
- 『鉄人奪還作戦』  マガジンSPECIAL2006年No.5、No.11、No.12、2008年No.6から2009年No.3までに掲載　作画:さとうふみや

### コンピューターゲーム
家庭用ゲーム
- 鉄人28号 - ワンダースワン用。横山光輝版をゲーム化。メガハウスより1999年12月22日発売。
- 鉄人28号（PS2版ゲーム） - 鉄人28号 (2004年版アニメ)を元にしたゲーム。
- 第2次スーパーロボット大戦Z 再世篇 - 太陽の使者 鉄人28号が参戦している。

携帯電話アプリ
- 鉄人28号 -対決!PX団-  - 正太郎と鉄人の2パートの横スクロールアクション。

### 小説
- 鉄人28号 東京原爆作戦
  - 光文社発行。著者は樋口明雄、竹田明。編集はスタジオ・ハード。ゲームブック作品。
- 鉄人28号－空想科学小説
  - 角川書店発行。著者は重馬敬。光プロ公認のオリジナルストーリー。
- 鉄人28号 THE NOVELS
  - 小学館クリエイティブ発行。瀬名秀明「プロメテウスの悪夢」、芦辺拓「寝台特急あさかぜ鉄人事件」、田中啓文「夢のなかの巨人」、辻真先「殺人28号研究　オヨヒ開発完成ニ至ル経過報告書」を収録。トリビュート短編集。

### 演劇
舞台『鉄人28号』
2009年1月10日より東京および大阪で梅田芸術劇場により公演。押井守監督初の舞台脚本演出作品。鉄人デザインは末弥純。また舞台版を元にしたメイキング風映画『28 1/2 妄想の巨人』（2010年7月31日公開）も作られている。
出演は南果歩、池田成志、ダイアモンド☆ユカイ、サンプラザ中野くん、ほか。

### テレビCM
- ニッパツ・日本発条株式会社 （2008年10月）

tvk『岡崎五朗のクルマでいこう!』番組スポンサーとして提供。
- ドコモ for PC （2009年10月）

オリジナルCGデザインの鉄人28号が登場。
また2011年にはXiキャンペーンとして、約8mの「超巨大 金の鉄人」バルーン像と、価値約100万円の「超微細加工＆純金メッキ仕上げの鉄人フィギュア」が10体のみ製作された。
- LIXIL住宅研究所・ブライトホーム

### 鉄人28号モニュメント
阪神大震災後の復興・商店街活性化活動の『KOBE鉄人PROJECT（神戸鉄人プロジェクト）』の一環として、兵庫県神戸市長田区の若松公園内に高さ15.6m（全長18m）の実物大モニュメント像が作られた。外装は耐候性鋼板製、重量は約50t。総工費は1億3,500万円で、神戸市から補助金4,500万円で残りは個人や企業からの寄付や協賛金によって集められた。2009年7月27日に起工式が行われ、9月29日に完成し（完成セレモニーは10月4日）公園内に恒久設置された。なお神戸市ではこれに合わせて、周辺の街路灯も鉄人の頭部を模したデザインのものに変更した（新長田駅南第2地区再開発の景観形成）。
鉄鋼アーティストの倉田光吾郎は鉄人28号の製作を企画していたが、震災復興と地域活性化を目的としたKOBE鉄人PROJECTの鉄人製作を優先することが途中で決まり、版権元からやむなく中止を言い渡された。

## その他
- アメリカの会社エンターカラー・テクノロジーズ・コーポレーションが、アメリカの漫画家ベン・ダンが経営する会社ベン・ダン・コーポレーションに対し、鉄人28号を複製した漫画作品『Gigantor』の発行とその絵を使用したTシャツの販売を許可していたが、これは光プロダクションの許可を得ていなかったため日本国内で訴訟に発展している。訴訟は日本の裁判権がアメリカ合衆国には及ばないとして却下された[27]。
- テレビアニメ第1作において、オープニング曲と続くスポンサークレジット曲とがつながっている。これは本放送の視聴者のみならず広く知られており、CSで再放送される際には特別に本放送当時のスポンサークレジットがそのまま流れることもある。スポンサーであった江崎グリコも了承している。
- テレビアニメ第4作の最終回は、横山が当初予定していた「溶鉱炉に落として退治する」に似た終わり方を行ったことから議論を呼んでいる。これは今川監督とプロデューサーで実質的な企画者でもある大月俊倫が「本来予定されていた終わり方を踏襲する」ことを製作当初より予定し、横山より承諾を得て決定したものである。ただし「本来予定されていた終わり方」とは先述の通り、短期連載時の構想で、本来ならば（当初の鉄人28号と思わせて登場した）鉄人27号が溶鉱炉に落ちて死ぬ予定だった結末である。そのため、二十一世紀まで鉄人28号が存在することになっている続編「鉄人28号FX」には続かない内容になってしまった。今川監督はドラマを中心にした展開ではなく、ロボットアニメらしい痛快活劇をやりたかったが、大月俊倫に予算を制限されすぎてできなかったことを吐露している。

### 他作品からの影響
- 本作品の着想には江戸川乱歩の小説『青銅の魔人』とその映画化作品が影響を与えていたとされる[28]。
- 少年名探偵の嚆矢はガストン・ルルーの『黄色い部屋の秘密』以下一連の作品に登場する事件記者“ルールタビーユ”ジョゼフ・ジョゼファンである。その影響を受けたモーリス・ルブランの『奇巌城』でアルセーヌ・ルパンとわたりあう高校生探偵イシドール・ボートルレは、旧学制下で中学生探偵と訳されることがあり、さらに本作品で低年齢化の傾向に拍車がかかった。
- 鉄人28号の誕生シーンは小説『フランケンシュタイン』の映画版の影響が指摘されている。また、作者の横山はリモコンについても怪物がイゴールの笛で操られるのを置き換えたという主旨の発言をしている。
- リモコンの奪い合いは、林不忘の『丹下左膳』でこけ猿の壷を奪い合うのがヒントなのではないかとも言われる。

### 社会、他作品などへの影響
- 1980年代に少女愛のロリコンが話題になったとき、アニメ雑誌ファンロードの記事をきっかけにショタコン（ ＝ 正太郎コンプレックス）なる言葉が用いられるようになった。
- 2215試合連続出場の日本記録を持つ衣笠祥雄は現役時代「鉄人」と呼ばれた。その所以は連続試合出場を続けたこともあるが、主な理由は彼の背番号が入団時から1974年まで28で「鉄人28号」を想起されるということでその呼び方が定着した。

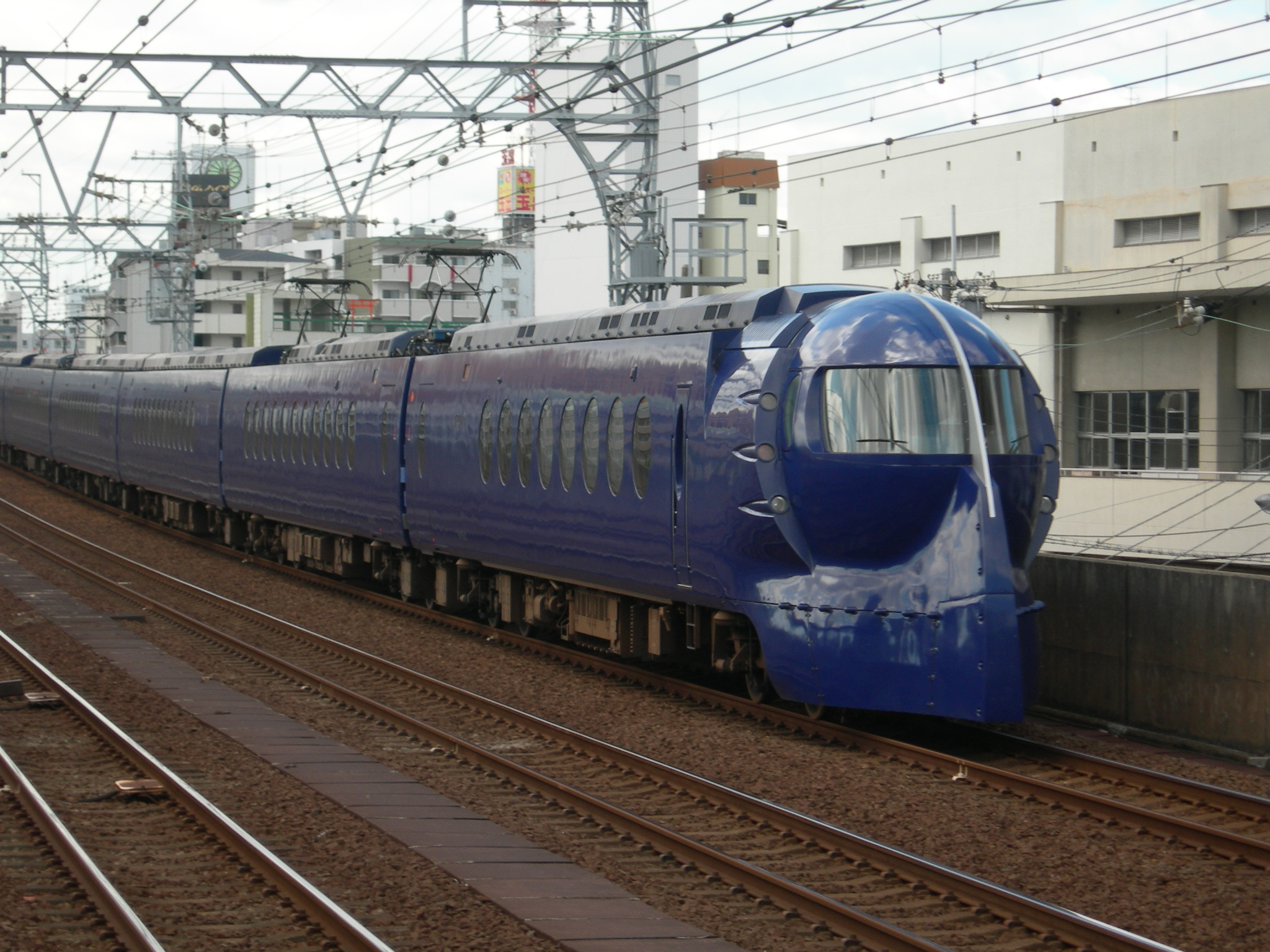
「鉄人28号」こと南海50000系
ラピート（今宮戎駅）

- 南海電気鉄道の関西国際空港行き特急「ラピート」に使われている50000系電車はその正面形状から、鉄道ファンの間では「鉄人28号」という愛称で呼ばれている。同車をデザインした若林広幸によると、第二次大戦前の大陸横断鉄道や弾丸列車のような力強さを追求した結果この前頭部のデザインができ、鉄人28号を意識してデザインしたわけではないが、言われてみると妙に納得したともコメントしている[29]。
- 2003年5月から、愛知工業大学がイメージキャラクターに採用している。

#### クリエーターへの影響
- 永井豪はイラスト付エッセイで小学生時代初めて「鉄人」を読んだ時の衝撃を語り、「当時自分はアトムの方が好きだったが、『マジンガーZ』を読み返すと鉄人の影響をより多く受けていたのがわかる」という趣旨の発言をしている[30]。
  - なお永井の『けっこう仮面』には日本プロレス界の鉄人・似獣八五郎というキャラクターが登場した（ただし、同作は毎回有名作品を元にした敵キャラをゲストにしており、鉄人のみに留まらない）。
- 富野由悠季は小学生のころに鉄人28号を見て[注釈 10]、現実的な科学の観点から「こんなの嘘だ!（あの体格のロボットが、ビルの間で悠然と立ち回って戦闘できるわけが無い）」と毒づいている[31]。そのアンチテーゼは、無敵超人ザンボット3、無敵鋼人ダイターン3、機動戦士ガンダムなど富野の手がけた諸作品に表れている。
- 大友克洋の漫画およびアニメ映画として世界的にも評価されている『AKIRA』は本作のオマージュとして制作されており、まず第一にどちらの作品も戦争用兵器として作られながら大戦後に動き出すという設定や、本作品の登場人物に類似した名前の人物が多数おり、主人公の名前が共に金田正太郎で、正太郎の親友の敷島鉄雄から島鉄雄、超能力研究機関の敷島大佐は鉄人を開発した敷島博士から、他にもキヨコ(25号)タカシ(26号)マサル(27号)は敷島博士が作った25～27番目のロボットから、アキラ(28号)は敷島博士が作った28番目のロボット「鉄人28号」から命名されている。
- 浦沢直樹の漫画『20世紀少年』では、ロボット工学者の敷島教授なる人物が登場し、リモコン操縦の巨大ロボットを制作する。
- 映画『ロボコップ2』において、ロボコップの開発記録の映像が旧実写版『鉄人28号』の開発記録の映像のパロディであるという指摘がある[要出典]。
- 庵野秀明が監督したテレビアニメ『彼氏彼女の事情』では、エンディングテーマの『正太郎マーチ』が、しばしばアバンタイトルのBGMとして使われた。同作品の音楽集CDにもトラック名『此迄ノ荒筋（正太郎マーチ）』として収録された。
- フジテレビ系ドラマ『カバチタレ!』で陣内孝則が演じた大野勇は、本作品のファンであるというドラマオリジナルの設定があり、誰も居ないオフィスで鉄人28号のフィギュアを使って遊んでいたことがある。また、ドラマの後半部分では本作品の「良いも悪いもリモコン次第」というコンセプトが物語の大きな主題となっている。自分たちの仕事は決して弱者を守るためだけにあるのでなく、時には自分の意に反する仕事もしなければならないということを、大野は自分たちのような代書屋を「鉄人」、決定権を持つ依頼者を「リモコン」に例えていた。なお、劇中においてアニメ第1作の映像が度々使われている。

#### 横山作品の二次作品への影響
- 今川泰宏監督のOVA『ジャイアントロボ THE ANIMATION -地球が静止する日』には様々な横山作品のキャラが出演しており、『鉄人28号』からも村雨健次（健二と改名される）を筆頭に数人が名を変えて登場している。他にも『鉄人』の敵ロボットが多数オープニングにのみ登場する。
  - 同OVAの外伝作品『鉄腕GinRei』では主人公の草間大作が敵方のBF団に寝返り、正太郎同様、格子模様のブレザー姿で「JINTETSU（人鉄）」という鉄人風のロボット（メカデザインは石川賢）を操縦している。
  - 同じく外伝作品の『青い瞳の銀鈴』では、アニメ第1作の金田正太郎役だった高橋和枝が正太郎の姿をした少年のルード役でゲスト出演している。
- 横山の代表作の一つである『仮面の忍者 赤影』のリメイク漫画、『仮面の忍者 赤影 Remains』（神崎将臣作画）の最終回に、鉄人28号をモチーフにした「伊賀の大鉄人」が登場する。